# Tyräjärvi
Tyräjärvi är en sjö i Finland. Den ligger i kommunen Taivalkoski i landskapet Norra Österbotten, i den nordöstra delen av landet, 600 km norr om huvudstaden Helsingfors. Tyräjärvi ligger 223,8 meter över havet. Den är 15,64 meter djup. Arean är 23,87 kvadratkilometer och strandlinjen är 64,5 kilometer lång. Sjön  ingår i Ijo älvs huvudavrinningsområde. 